# Obléhání Varaždínu (1527)
Obléhání Varaždínu bylo obléhání v Chorvatském království. Válka vypukla v důsledku neshody chorvatských, slavonských a uherských šlechtických sněmů při volbě nového krále po smrti Ludvíka II. Uherského v bitvě u Moháče.

## Pozadí
Po smrti Ludvíka II. v bitvě u Moháče se chorvatští šlechtici shromáždili počátkem roku 1527 v Cetingradu, aby projednali volbu nového krále. Jejich volba padla na mocného Ferdinanda I. Habsburského, kterého chtěli zapojit do obrany proti rozpínající se Osmanské říši.
V jiné části království si však uherští šlechtici na svém sněmu v Székesfehérváru koncem roku 1526 zvolili vlastního kandidáta – Jana Zápolského. Téhož kandidáta podpořil také slavonský šlechtický sněm, který se konal v Dubravě u Čazmy v Chorvatsku pod vlivem záhřebského biskupa Šimona Erdődyho a hraběte Kryštofa Frankopana, jediného chorvatského šlechtice, který se neúčastnil cetingradského sněmu. Toto rozdělení království vedlo k občanské válce mezi příznivci soupeřících králů.

### Ferdinandovo tažení v Uhrách
Ferdinand zahájil svou vojenskou kampaň z Vídně, odkud jeho dvacetitisícová armáda vytáhla do Uher. Habsburští velitelé brzy úspěšně dobyli města Győr, Komárom, Ostřihom, Visegrád a Budín, zatímco síly Jana Zápolského ustupovaly směrem k řece Tise. Přesto je zastavila habsburská vojska poblíž Tarcali v Uhrách, kde habsburský generál Mikuláš, hrabě ze Salmu, dosáhl rozhodného vítězství v bitvě u Tarcali. Jan Zápolský proto požádal svého spojence, bána Kryštofa Frankopana, aby mu přišel na pomoc.

## Obléhání Varaždínu
Frankopan poblíž Križevců shromáždil svou třináctitisícovou armádu, která podle chorvatského historika Rudolfa Horvata sestávala z 10 000 pěšáků a 3 000 jezdců. Ráno 24. září se k Frankopanově armádě přiblížili zdánliví vyslanci z Varaždínu, kteří mu vyjádřili věrnost a předali mu klíče od města. Když však dorazil k Varaždínu, ukázalo se, že městská posádka je nakloněna Habsburkům.
Frankopanovi velitelé poté vydali rozkaz začít kopat zákopy kolem města a připravit obléhací stroje. Při průzkumu slabých míst v hradbách města zahájilo obranné dělo palbu a jedna ze střel Frankopana těžce zranila. Rána byla údajně tak vážná, že mu bylo vidět vnitřnosti, a proto lékaři vzdali jakékoliv snahy ho zachránit. Umírající Frankopan vydal rozkaz pokračovat v obléhání, avšak většina jeho vojska se neodvratně rozprchla.
Hrstka vojáků, kteří u něj zůstali, ho začala odnášet do Koprivnice, avšak Frankopan svým zraněním podlehl při příchodu do Martijance. Jeho smrt byla pro Zápolského stranu velkou ranou, protože přišla o mocného spojence v Chorvatsku.